# Érythrose (médecine)
 (avril 2020).
Si vous disposez d'ouvrages ou d'articles de référence ou si vous connaissez des sites web de qualité traitant du thème abordé ici, merci de compléter l'article en donnant les références utiles à sa vérifiabilité et en les liant à la section « Notes et références ».
Pour les articles homonymes, voir Érythrose (homonymie).
L'érythrose cutanée est un symptôme en médecine humaine indiquant une coloration rouge de la peau.

## Localisation
- érythrose palmaire de la cirrhose ;
- érythrose faciale de la rosacée.[Passage contradictoire avec l'article Rosacée (pathologie) (L'article rosacée indique "Cette maladie se distingue de l'érythrose faciale")]